# Sarah Lee Lippincott
Sarah Lee Lippincott (Filadelfia, 26 de octubre de 1920), también conocida como Sarah Lee Lippincott Zimmerman, es una astrónoma estadounidense. Es profesora emérita de astronomía en el Swarthmore College y directora emérita del Observatorio Sproul de la universidad. Es una pionera en el uso de la astrometría para determinar el carácter de las estrellas binarias y para buscar planetas extrasolares.

## Educación
Lippincott recibió su título de Grado por la Universidad de Pensilvania en 1941 y un Máster por el Swarthmore College en 1942.

## Vida
Lippincott nació en 1920 y asistió a la Escuela para Mujeres de la Universidad de Pensilvania en los años 40, donde jugó en el equipo femenino de baloncesto.
Después de graduarse en la Universidad de Pensilvania, Lippincott asistió al Swarthmore College, donde trabajó estrechamente con Peter van de Kamp en muchos proyectos de astrometría entre 1945 y su jubilación en 1972. Escribió su obituario cuando él falleció en 1995. Se convirtió en directora del observatorio cuando Peter van de Kamp se jubiló en 1972.
Fue la tercera esposa del fallecido Dave Garroway, el presentador y fundador del programa Today de NBC. Garroway tuvo un interés activo en la astronomía, y ellos se conocieron en un tour de observatorios en la Unión Soviética que ella estaba organizando. Después del fallecimiento de Garroway por suicidio en su casa en 1982, ella ayudó a crear el Laboratorio Dave Garroway para el Estudio de la Depresión en la Universidad de Pensilvania.
Condujo numerosos estudios astrométricos de estrellas cercanas con van de Kamp en la búsqueda de planetas extrasolares. Informó el descubrimiento de varios objetos de masa sub-estelar y propuso un compañero planetario de masa solar de 0.01 a la estrella Lalande 21185 en 1951. La misma propuesta de objetos planetarios se hizo para otras estrellas también. Los reclamos por los objetos planetarios más pequeños nunca fueron confirmados y gradualmente se han desacreditado. Sin embargo, tuvo bastante éxito en el uso de las mismas técnicas para caracterizar muchos sistemas estelares binarios. Sus cálculos de 1951 de la órbita del difícil sistema astral de estrellas binarias Ross 614 se usó para exitosamente encontrar e imaginar la estrella secundaria del sistema. Estos cálculos se usaron por Walter Baade para encontrar y resolver ópticamente este sistema binario por primera vez usando el nuevo Telescopio Hale de 5 metros en el Observatorio Palomar en California.
Está listada como profesora emérita de astronomía y directora emérita del Observatorio Sproul en el catálogo de 2010 del Swarthmore college. Publicó por última vez artículos de investigación de astronomía en 1983. En 2009, acudió a la ceremonia de dedicación para el nuevo observatorio Peter van de Kamp en el Swarthmore College.

## Honores y premios
En 1966, recibió el Premio al Logro del Exalumno Kappa Kappa Gamma.
En 1973, fue premiada con un Doctorado Honorífico en Ciencias por la Universidad Villanova.
En 1976, fue elegida para ser la Hija Distinguida de Pensilvania (como Sra. Christian Zimmerman).